# Hyloxalus ramosi
Espèce
Synonymes
- Colostethus ramosi Silverstone, 1971

Statut de conservation UICN

 EN  : En danger
Hyloxalus ramosi est une espèce d'amphibiens de la famille des Dendrobatidae.

## Répartition
Cette espèce est endémique du département d'Antioquia en Colombie. Elle se rencontre à 1 240 m d'altitude dans la cordillère Centrale.

## Description
La femelle holotype mesure 20,0 mm et le mâle paratype 18,5 mm.

## Étymologie
Cette espèce est nommée en l'honneur de Jorge Eduardo Ramos Pérez.

## Publication originale
- Silverstone, 1971 : Status of certain frogs of the genus Colostethus, with descriptions of new species. Natural History Museum of Los Angeles County, Science Bulletin, no 215, p. 1-8 (texte intégral).